# Халл, Бобби
Роберт Марвин (Бобби) Халл (англ. Robert Marvin "Bobby" Hull; 3 января 1939, Пойнт-Энн, Онтарио — 30 января 2023, Уитон, Иллинойс) — канадский хоккеист, левый нападающий. Провёл более 20 сезонов в НХЛ и ВХА, выиграв Кубок Стэнли в составе клуба «Чикаго Блэк Хокс» в сезоне 1960/1961 и чемпион ВХА в сезонах 1975/1976 и 1977/1978 с клубом «Виннипег Джетс». Участник 12 матчей всех звёзд НХЛ с 1960 по 1972 год, игрок сборной Канады в Суперсерии 1974 года, обладатель Кубка Канады 1976 года. Трёхкратный обладатель Арт Росс Трофи (1960, 1962, 1966), двукратный обладатель Харт Мемориал Трофи (1965, 1966) и Гэри Дэвидсон Эворд (1973, 1975), обладатель Леди Бинг Трофи (1965) и Приза Лестера Патрика (1969), член Зала хоккейной славы (1983) и Зала спортивной славы Канады (1988), офицер ордена Канады (1978). Включён в списки 100 лучших игроков НХЛ по версии журнала Hockey News (1998) и по версии НХЛ (2017). Отец Бретта Халла.

## Биография
Родился в Пойнт-Энн (Онтарио) и вырос на ферме близ Белвилла. На Рождество незадолго до четвёртого дня рождения Бобби родители подарили мальчику его первые коньки, и он учился кататься на льду с помощью старших сестёр. По собственным словам, уже в этом возрасте Бобби мечтал о карьере профессионального хоккеиста.
В 14 лет переехал в Белвилл, чтобы играть в местной юношеской команде, выступавшей в младшей лиге Хоккейной ассоциации Онтарио (OHA-Jr.) В 15 лет играл в команде «Галт Блэк Хокс», в 16 подписал долгосрочный контракт с клубом НХЛ «Чикаго Блэк Хокс», владеющим командой из Галта. В 1955 году Халла перевели в «Сен-Катаринс Типиз» — основной фарм-клуб «Чикаго», также выступавший в Хоккейной лиге Онтарио. С этой командой он провёл два года, во втором сезоне за 13 матчей плей-офф набрав 16 очков по системе «гол плюс пас». Будучи приглашён в летний тренировочный лагерь «Чикаго», забросил две шайбы в ворота другого клуба НХЛ, «Нью-Йорк Рейнджерс» и сезон 1957/1958 начал уже в составе «Блэк Хокс».
За первые два сезона в НХЛ Халл забросил в общей сложности 31 шайбу, но набирал большое количество очков по системе «гол плюс пас». В сезоне 1957/1958 он в сумме набрал 47 очков, проиграв в борьбе за Колдер Трофи — приз лучшему новичку лиги — только Фрэнку Маховличу, а в следующем сезоне — 50 очков. Кроме того, уже в этом сезоне он помог «Чикаго» выйти в плей-офф Кубка Стэнли — результат, которого клубу не удавалось добиться в 11 из 12 лет, предшествовавших его появлению в составе. В свой третий год в НХЛ, в сезоне 1959/1960, играя в тройке нападения с Биллом Хэем и Мюрреем Бальфуром, известной как «линия ценой в миллион долларов», Халл стал лидером лиги по забитым голам (39), а по системе «гол плюс пас» набрал 81 очко. Он завоевал первый в карьере Арт Росс Трофи — приз лучшему бомбардиру лиги — и был включён в первую сборную всех звёзд НХЛ.
В сезоне 1960/1961 Халл за 12 матчей плей-офф набрал 14 очков по системе «гол плюс пас» и завоевал с «Блэк Хокс» Кубок Стэнли — первый в истории команды с 1938 года. На следующий год он стал третьим игроком в истории НХЛ, забросившим 50 шайб за один сезон. В сезоне 1964/1965 забил 39 голов, несмотря на то, что пропустил 9 матчей из-за травмы, и дошёл с «Блэк Хокс» до финала Кубка Стэнли, где чикагцы проиграли «Монреалю». По итогам этого сезона Халл стал обладателем Харт Мемориал Трофи — награды самому полезному игроку регулярного сезона — и лауреатом Леди Бинг Трофи, приза, вручаемого за демонстрацию спортивного благородства в сочетании с высоким мастерством. На следующий год улучшил свой личный рекорд, забросив за регулярный сезон 54 шайбы — первый случай в истории НХЛ, когда игрок забил больше 50 голов в регулярном сезоне. По итогам сезона второй раз подряд был удостоен Харт Трофи. В сезоне 1966/1967 помог «Чикаго» впервые с 1938 года выиграть регулярный сезон НХЛ.
В сезоне 1968/1969, на второй год после расширения НХЛ, Халл установил новый рекорд лиги по голам, забитым в регулярном сезоне — 58. В тот момент казалось, что этот рекорд установлен надолго, но уже спустя два года его побил Фил Эспозито. В 1969 году Халл стал также обладателем приза Лестера Патрика и в январе 1970 года был признан «Ассошиэйтед Пресс» лучшим игроком НХЛ 1960-х годов. За сезон 1970/1971 забил 44 гола, выиграл с «Блэк Хокс» Западную конференцию. По ходу сезона, забросив 14 февраля 1971 года две шайбы в ворота «Ванкувер Кэнакс», вышел на второе место в списке лучших снайперов НХЛ всех времён, сменив на этой позиции Мориса Ришара. В 18 матчах плей-офф забросил 11 шайб и набрал 25 очков по системе «гол плюс пас». Это помогло «Чикаго» дойти до финала Кубка Стэнли, где команда в седьмом, решающем матче вела у «Монреаля» со счётом 2:1 после двух периодов, но не удержала это преимущество, упустив возможность завоевать кубок после 10-летнего перерыва. Сезон 1971/1972 стал для Халла, игравшего в тройке с Питом Матеном и Чико Маки, пятым с 50 и более голами за время выступлений в НХЛ. Он уже в десятый раз был включён в первую сборную всех звёзд лиги (ещё дважды избирался во вторую) и в 12-й раз подряд принял участие в матче всех звёзд НХЛ.
В феврале 1972 года состоялся драфт новой профессиональной хоккейной лиги — ВХА, создаваемой как конкурент НХЛ. Клуб этой лиги «Виннипег Джетс» выбрал в процессе драфта Бобби Халла. Спустя несколько месяцев было объявлено, что Халл переходит в «Джетс», подписав первый в истории профессионального хоккея контракт на сумму в миллион долларов. В первые несколько лет существования новой лиги общий уровень в ней уступал уровню НХЛ, и Халл и ещё несколько звёзд обеспечивали её выживание. В дальнейшем ВХА начала активно привлекать талантливых игроков из Европы, и партнёрами Халла в стартовой тройке «Джетс» стали лидеры сборной Швеции Андерс Хедберг и Ульф Нильссон. В итоге за первые четыре сезона в «Виннипеге» Халл забросил в ворота соперников 234 шайбы, в том числе 77 — новый рекорд для профессиональных лиг — в сезоне 1974/1975. Несмотря на то, что он почти полностью пропустил сезон 1976/1977 из-за травмы, полученной в межсезонье, ветеран-нападающий с 1972 по 1978 год отличился в ВХА 303 голами, а по системе «Гол плюс пас» набрал 638 очков. В 1973 и 1975 году Халла признавали самым полезным игроком ВХА (что отмечалось Гэри Дэвидсон Эворд), а в 1976 и 1978 годах он завоёвывал с «Джетс» Кубок Авко — аналог Кубка Стэнли для ВХА.
Переход Халла в конкурирующую лигу вызвал гнев руководства НХЛ, которое попыталось заблокировать контракт через суд. Не преуспев в этом начинании, НХЛ не позволила Халлу принять участие в Суперсерии 1972 года между СССР и Канадой; попасть в сборную в этой серии Халлу не помогло даже личное ходатайство премьер-министра Пьера Трюдо. Вместо этого в начале сезона 1974/1975 он сыграл во второй Суперсерии против советской команды в составе сборной канадских игроков ВХА. В 1976 году в перерыве между сезонами Халл был включён в состав сборной Канады в первом Кубке Канады. Он стал лучшим снайпером своей команды на этом турнире, который канадцы в итоге выиграли (лучшим игроком турнира был признан другой Бобби — Орр).
1 ноября 1978 года Бобби Халл объявил о завершении игровой карьеры. Сезон 1978/1979, остаток которого Халл не выступал, стал последним в истории ВХА, и в 1979 году состоялось её слияние с НХЛ. 9 июня 1979 года, перед драфтом расширения НХЛ, «Чикаго Блэк Хокс» выкупили у «Виннипега» права на контракт своей бывшей звезды, однако на самом драфте «Джетс» снова выбрали Халла. Он провёл с «Виннипегом» в НХЛ 18 игр и в феврале 1980 года был обменян в «Хартфорд Уэйлерз», где сыграл последние 9 матчей в НХЛ. В 1981 году, в возрасте 42 лет, он участвовал в тренировочных сборах «Нью-Йорк Рейнджерс», на которые были приглашены также Хедберг и Нильссон. В сентябре Халл участвовал с «Рейнджерс» в международном турнире в Швеции, но в НХЛ так и не сыграл. Всего за карьеру в НХЛ он забросил 610 шайб и набрал 1170 очков по системе «гол плюс пас» за 15 регулярных сезонов (1063 матча). Семь раз становился лучшим снайпером регулярного чемпионата НХЛ (результат превзойдён только в 2019 году Александром Овечкиным). 1 декабря 1970 года стал 4-м в истории НХЛ хоккеистом, набравшим 1000 очков в регулярных сезонах (после Горди Хоу, Жана Беливо и Алекса Дельвеккьо).

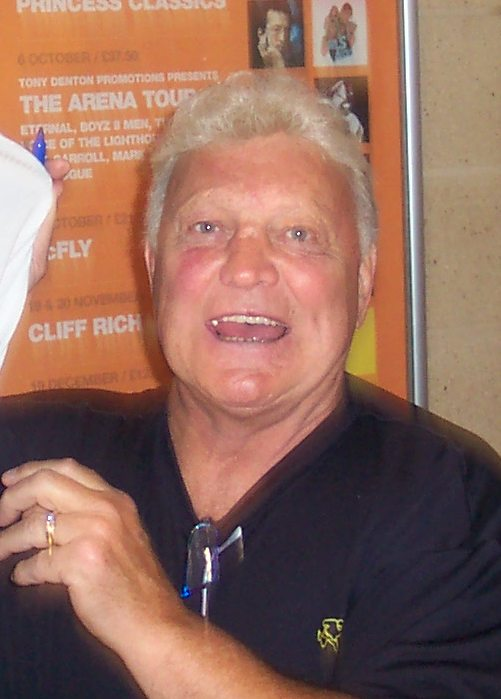
Бобби Халл в 2016 году

После завершения игровой карьеры написал книгу «Моя игра — хоккей». Вместе с Горди Хоу и Карлом Брюэром возглавлял группу игроков-ветеранов, подавших судебный иск против НХЛ с требованием вернуть завершившим карьеру хоккеистам прибыли, полученные лигой от пенсионного фонда игроков. Суд принял решение в пользу истцов, и НХЛ дополнительно выплатила игрокам-пенсионерам 40 млн долларов.
Завершив выступления, Халл посвятил себя разведению скота на ранчо — занятию, известному ему с детских лет. Один из его сыновей, Бретт, в 1980-е и первой половине 1990-х годов также был звездой НХЛ, первых значительных успехов добившись в составе «Сент-Луис Блюз». Бобби и Бретт стали первыми отцом и сыном в истории НХЛ, забивавшими более 50 шайб за регулярный сезон и отмеченными Харт Трофи. Позже они стали первыми отцом и сыном, набравшими за время выступлений в НХЛ больше 1000 очков и забившими больше 600 голов. К моменту завершения карьеры Бретт побил рекорд отца по забитым в НХЛ голам, в общей сложности поразив ворота соперников в регулярном сезоне 741 раз. Когда в 2004 году Бретт подписал контракт на выступления в составе клуба «Аризона Койотис» (первые «Виннипег Джетс» переехали в Аризону в 1996 году), команда по просьбе Бобби дала возможность его сыну играть под номером 9, навечно закреплённым за ним этой франшизой. Бобби Халл оставался рекордсменом НХЛ по результативности среди левых нападающих до января 2002 года, когда его рекорд побил игрок «Детройт Ред Уингз» Люк Робитайл.
Развёлся с первой женой, Джоанной Маккей, в 1980 году и женился вторично на Деборе Халл.
С 2008 по 2022 год входил в число «послов» (почётных представителей) клуба «Чикаго Блэкхокс». Однако в 2022 году клуб принял решение о лишении Халла этого звания. Такой шаг был связан как с общей переоценкой функций посла клуба после смертей Стэна Микиты и Тони Эспозито, так и со скандалами, связанными лично с Халлом. Бывшую звезду «Чикаго» в 1986 и 2002 году обвиняли в избиении двух жён — Деборы и Джоанны. Он был также признан виновным судом в нападении на полицейского, который вмешался в его конфликт с Деборой. В 1998 году в российской газете на английском языке Moscow Times появилось интервью с Халлом, где среди прочего фигурировала приписываемая ему фраза, что «у Гитлера были хорошие идеи». Сам спортсмен это впоследствии отрицал и подал в суд иск о клевете против Moscow Times и сообщившей об интервью канадской газеты Toronto Sun.
Умер в январе 2023 года в возрасте 84 лет.

## Стиль игры
Халл, развивавший скорость 45 км/ч с шайбой и 48 км/ч без неё, был самым быстрым игроком НХЛ своего времени. Он также зарекомендовал себя как мастер броска щелчком, выполняя его с редкой силой и точностью. Скорость полёта шайбы после его броска, согласно зафиксированным измерениям, превышала 118 миль в час (около 190 км/ч) — на 35 миль в час больше, чем в среднем по лиге. Успеху Халла как бомбардира способствовала придуманная им совместно с товарищем по команде Стэном Микитой клюшка с изогнутым крюком, позволявшая варьировать траекторию полёта шайбы. За мощный бросок, скоростное катание и светлые волосы Халл получил прозвище «Золотая ракета» (англ. Golden Jet). Большинство вратарей предпочитали в матчах против Халла надевать маски.

Этот дивно сложенный парень обладал превосходно вылепленными мышцами, плечами, широкими, словно дверь, руками, несокрушимыми, словно алмазы, и крепостью плотно набитого шкафа, «Когда он раздевается, то становится только больше» — ноги как корабельные мачты, валуны бицепсов, грудь и шея, до которых было далеко и Сонни Листону, и всем прочим современным чемпионам в тяжелом весе.
— Горди Хоу

## Награды и достижения
- Обладатель Кубка Стэнли — 1961
- Чемпион ВХА — 1976, 1978
- Обладатель Кубка Канады — 1976
- Обладатель Арт Росс Трофи — 1960, 1962, 1966
- Обладатель Харт Мемориал Трофи — 1965, 1966
- Вторая сборная всех звёзд НХЛ — 1963, 1971
- Первая сборная всех звёзд НХЛ — 1960, 1962, 1964, 1965, 1966, 1967, 1968, 1969, 1970, 1972
- Леди Бинг Трофи — 1965
- Гэри Дэвидсон Эворд — 1973, 1975
- Сборная всех звёзд ВХА — 1973, 1974, 1975
- Лестер Патрик Трофи — 1969
- Номер 9 навечно закреплён за игроком клубами «Чикаго Блэкхокс» (1983)[19] и «Аризона Койотис» (бывшие «Виннипег Джетс», 1989)[14]
- Член Зала хоккейной славы (1983)
- Член Зала спортивной славы Канады[англ.] (1988)[9]
- Офицер Ордена Канады (1978)[20]
- Член списка 100 лучших игроков НХЛ, опубликованного изданием The Hockey News (1997)[21]
- Член списка 100 величайших игроков НХЛ, составленного самой лигой к 100-летнему юбилею (2017)[22]

## Статистика

### Клубная карьера
| 1954-55     | Галт Блэк Хокс      | OHA-Jr.     | 6    | 0   | 0   | 0    | 0   | -   | -  | -  | -   | -   |
| 1955-56     | Сент-Катаринс Типиз | OHA-Jr.     | 48   | 11  | 7   | 18   | 79  | 6   | 0  | 2  | 2   | 9   |
| 1956-57     | Сент-Катаринс Типиз | OHA-Jr.     | 52   | 33  | 28  | 61   | 95  | 13  | 8  | 8  | 16  | 24  |
| 1957-58     | Чикаго Блэк Хокс    | НХЛ         | 70   | 13  | 34  | 47   | 62  | -   | -  | -  | -   | -   |
| 1958-59     | Чикаго Блэк Хокс    | НХЛ         | 70   | 18  | 32  | 50   | 50  | 6   | 1  | 1  | 2   | 2   |
| 1959-60     | Чикаго Блэк Хокс    | НХЛ         | 70   | 39  | 42  | 81   | 68  | 3   | 1  | 0  | 1   | 2   |
| 1960-61     | Чикаго Блэк Хокс    | НХЛ         | 67   | 31  | 25  | 56   | 43  | 12  | 4  | 10 | 14  | 4   |
| 1961-62     | Чикаго Блэк Хокс    | НХЛ         | 70   | 50  | 34  | 84   | 35  | 12  | 8  | 6  | 14  | 12  |
| 1962-63     | Чикаго Блэк Хокс    | НХЛ         | 65   | 31  | 31  | 62   | 27  | 5   | 8  | 2  | 10  | 4   |
| 1963-64     | Чикаго Блэк Хокс    | НХЛ         | 70   | 43  | 44  | 87   | 50  | 7   | 2  | 5  | 7   | 2   |
| 1964-65     | Чикаго Блэк Хокс    | НХЛ         | 61   | 39  | 32  | 71   | 32  | 14  | 10 | 7  | 17  | 27  |
| 1965-66     | Чикаго Блэк Хокс    | НХЛ         | 65   | 54  | 43  | 97   | 70  | 6   | 2  | 2  | 4   | 10  |
| 1966-67     | Чикаго Блэк Хокс    | НХЛ         | 66   | 52  | 28  | 80   | 52  | 6   | 4  | 2  | 6   | 0   |
| 1967-68     | Чикаго Блэк Хокс    | НХЛ         | 71   | 44  | 31  | 75   | 39  | 11  | 4  | 6  | 10  | 15  |
| 1968-69     | Чикаго Блэк Хокс    | НХЛ         | 74   | 58  | 49  | 107  | 48  | -   | -  | -  | -   | -   |
| 1969-70     | Чикаго Блэк Хокс    | НХЛ         | 61   | 38  | 29  | 67   | 8   | 8   | 3  | 8  | 11  | 2   |
| 1970-71     | Чикаго Блэк Хокс    | НХЛ         | 78   | 44  | 52  | 96   | 32  | 18  | 11 | 14 | 25  | 16  |
| 1971-72     | Чикаго Блэк Хокс    | НХЛ         | 78   | 50  | 43  | 93   | 24  | 8   | 4  | 4  | 8   | 6   |
| 1972-73     | Виннипег Джетс      | ВХА         | 63   | 51  | 52  | 103  | 37  | 14  | 9  | 16 | 25  | 16  |
| 1973-74     | Виннипег Джетс      | ВХА         | 75   | 53  | 42  | 95   | 38  | 4   | 1  | 1  | 2   | 4   |
| 1974-75     | Виннипег Джетс      | ВХА         | 78   | 77  | 65  | 142  | 41  | -   | -  | -  | -   | -   |
| 1975-76     | Виннипег Джетс      | ВХА         | 80   | 53  | 70  | 123  | 30  | 13  | 12 | 8  | 20  | 4   |
| 1976-77     | Виннипег Джетс      | ВХА         | 34   | 21  | 32  | 53   | 14  | 20  | 13 | 9  | 22  | 2   |
| 1977-78     | Виннипег Джетс      | ВХА         | 77   | 46  | 71  | 117  | 23  | 9   | 8  | 3  | 11  | 12  |
| 1978-79     | Виннипег Джетс      | ВХА         | 4    | 2   | 3   | 5    | 0   | -   | -  | -  | -   | -   |
| 1979-80     | Виннипег Джетс      | НХЛ         | 18   | 4   | 6   | 10   | 0   | -   | -  | -  | -   | -   |
| 1979-80     | Хартфорд Уэйлерс    | НХЛ         | 9    | 2   | 5   | 7    | 0   | 3   | 0  | 0  | 0   | 0   |
| Итого в ВХА | Итого в ВХА         | Итого в ВХА | 411  | 303 | 335 | 638  | 183 | 60  | 43 | 37 | 80  | 38  |
| Итого в НХЛ | Итого в НХЛ         | Итого в НХЛ | 1063 | 610 | 560 | 1170 | 640 | 119 | 62 | 67 | 129 | 102 |

### Сборная Канады
| Год  | Команда              | Турнир                   | И | Г | П | О | ШМ |
| ---- | -------------------- | ------------------------ | - | - | - | - | -- |
| 1974 | Сборная Канады (ВХА) | Суперсерия СССР — Канада | 8 | 7 | 2 | 9 | 0  |
| 1976 | Сборная Канады       | Кубок Канады             | 7 | 5 | 3 | 8 | 2  |